# Harley Davidson & Marlboro Man
Harley Davidson & Marlboro Man (Harley Davidson and the Marlboro Man) è un film statunitense del 1991 diretto da Simon Wincer e prodotto dalla Metro Goldwyn Mayer, con Mickey Rourke e Don Johnson.

## Trama
Los Angeles, 1996, due amici, Harley Davidson e Marlboro Man, si rincontrano dopo due anni per dirigersi insieme al locale di un loro amico che naviga in cattive acque per colpa dell'esoso affitto da pagare alla Great Trust Bank. Per aiutarlo i due decidono di rapinare un furgone portavalori della stessa banca e di donare la refurtiva all'amico barista, con l'aiuto di altri tre amici cresciuti insieme a loro in quel bar.
Compiuta la rapina scoprono tuttavia che il contenuto del furgone non è denaro ma un nuovo allucinogeno, la Crystal dream; i due diverranno quindi il bersaglio del direttore della Great Trust Bank che metterà alle loro costole alcuni killer senza scrupoli. Perderanno in molti la vita, ed Harley e Marlboro si troveranno da soli, ma alla fine decidono di affrontare lo spietato direttore della banca e, dopo averlo ucciso, i due amici si divideranno, ognuno per la propria strada, Marlboro tornerà alla sua vecchia passione, cavalcare i tori e Harley andrà in giro alla ricerca di emozioni e avventure.

## Distribuzione
Il film è stato distribuito nelle sale cinematografiche italiane durante le vacanze di Natale del 1991.

### Data di uscita
Alcune date di uscita internazionali nel corso degli anni sono state:
- 23 agosto 1991 negli Stati Uniti d'America (Harley Davidson and the Marlboro Man)[2]
- 31 dicembre 1991 in Italia[3][4]

## Accoglienza

### Incassi
Negli Stati Uniti ha incassato circa 7 milioni di dollari.
Si è classificato al 63º posto tra i primi 100 film di maggior incasso della stagione cinematografica italiana 1991-1992.

## Colonna sonora
La canzone iniziale del film è Wanted Dead or Alive dei Bon Jovi.